# Pehr Dubb

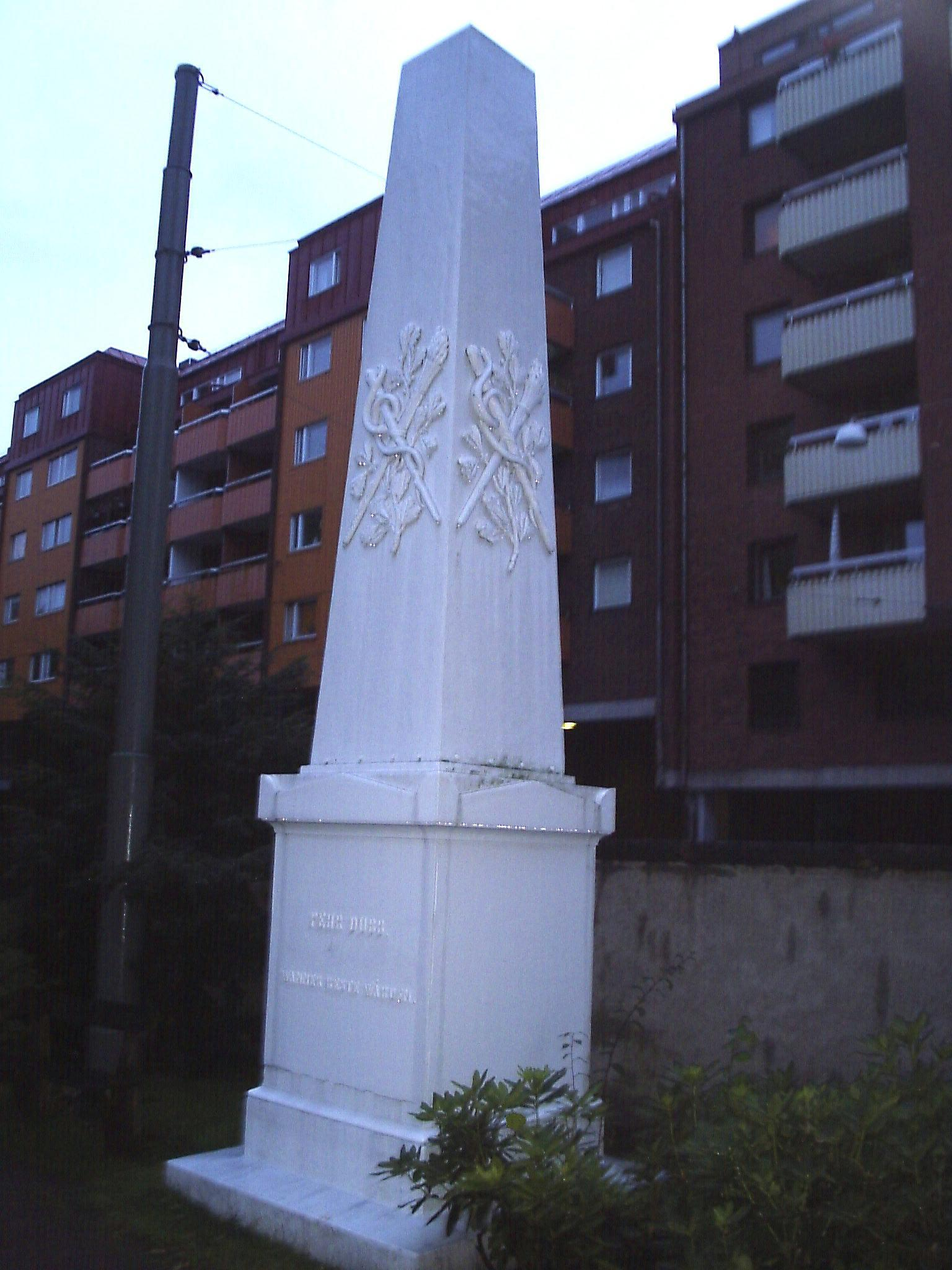
Monument vid Dubbs grav, med inskriptionen "Pehr Dubb. Wänner reste Wården"

Pehr Gustav Dubb, född 14 januari 1750 i Mariestad, död 6 januari 1834 i Göteborg, var amiralitets- och provinsialläkare i Göteborg. Med Niklas Sahlgrens donationspengar grundade han Sahlgrenska sjukhuset.

## Historia
Dubbs skolgång började i hemmet, då han sex år gammal lärde sig läsa av sin fadder magister Brynolf Brissman; därefter blev han elev i Mariestads skola. Den 11 september 1767 skrevs Dubb in i Skara trivialskola, varefter han blev student vid Uppsala universitet 12 september 1768, medicine kandidat 18 december 1775, medicine licentiat 16 december 1776, medicine doktor 19 november 1778 med en avhandling om behandling av könssjukdomar - Nonnulla circa Methodum Luis Venereae curandae Meditamenta. Dubbs inblick i praktisk handledning i läkarkallet, fick han tidigt av den populäre Uppsalaläkaren Isak Uddman (1731-1781), samt grundläggande teoretiska insikter i anatomi och patologi, som repetent (amanuens) hos anatomen Samuel Ziervogel (1730-1797). Under åren 1774-1776 uppehöll han platsen som fattigläkare vid Sätra brunn, där Ziervogel då var intendent.
Han blev läkare 1778 (dock utan sedvanlig promotion) och bosatte sig då i Göteborg. Redan 1776 hade Dubb fått ansvaret för att ta hand om kanslirådet, baron Klas Alströmer, vilket hade stort inflytande på hans fortsatta karriär och liv. Han kom då i kontakt med vetenskapsmän och läkare som Olof af Acrel, Bergman, Vargentin, Wilke och Martin. Dubb var amiralitetsmedicus vid arméns flotta i Göteborg, från 20 augusti 1781 till 1812, och från 1782 läkare och styresman för Sahlgrenska sjukhuset, vilket han lämnade den 11 mars 1805 och verksam inom stadens uppfostrings- och fattigvårdsanstalter.
Under krigen 1788, 1801 och 1808 blev Dubb förordnad som förste fältmedicus vid Medicinalverket, och 1808 fick han förtroendet att föreslå åtgärder för hälsovården vid Sveriges västra befästningsverk. Under 14 år var han dels ledamot, dels vice ordförande i Kommissionen för Karantänsinrättningen på Känsö.
Tillsammans med greve Gustaf Adolf Sparre vistades Dubb 1779-1780 i Frankrike för att där studera hur sjukhusen var organiserade, och valde till slut en enkel men mycket väl fungerande inrättning; L'Hospice de Charité i Paris - där Dubb tillbringade 11 månader, från september 1779 - som förebild till det kommande Sahlgrenska sjukhuset.
År 1810 blev Dubb ledamot av en kommitté för organisation av Sveriges fattigvård, och vid hans avgång som fattigvårdens ordförande den 29 december 1829, fick han av Borgerskapets äldste en årlig pension på 1 000 riksdaler Banco. Samma borgerskap lät redan 1806 slå en medalj över honom, för hans "nitiska och osjälviska arbete i fattigvårdens tjänst".
Då Göteborgs renhållning utlystes på auktion i mars 1808, ropades denna in av Pehr Dubb för 155 riksdaler per år. Det blev nu fattigförsörjningsdirektionens sak att verkställa uppdraget.
Pehr Dubb stod ofta fadder vid barndop, och kallades därför allmänt för "Pappa Dubb". Han blev med tiden mycket fet, och då han gjorde läkarbesök fick en betjänt binda ett rep kring hans midja och dra honom upp.
Tillsammans med främst Kristoffer Carlander lade Pehr Dubb grunden till Göteborgs läkaresällskap (då Medicinska Sällskapet).
Dubb var medlem av Sällskapet Pro Patria, av frimurarelogen Salomon à trois Serrures samt av frimurarelogen De tre förenade kronor från 1794. Han invaldes 1794 som ledamot nummer 274 av Kungliga Vetenskapsakademien. Han var ledamot av  Kungliga Lantbruksakademien, flera av länens hushållssällskaper, Svenska Trädgårdsföreningen samt hedersledamot av Sundhetskollegium.
Sitt sista offentliga uppdrag fullföljde Dubb nära 80 år gammal, genom att den 5 november 1829 med ett längre anförande inviga den Chalmerska slöjdskolan.
Då Dubb skulle begravas den 10 januari, beslöt Barnhusdirektionen i Göteborg att 30 fosterbarn, iklädda svart hatt, skulle tåga till kyrkogården vid Stampen. Över Pehr Dubbs grav reste elever vid Chalmerska slöjdskolan en fyrkantig sten. Drygt 30 år därefter togs stenen bort och ersattes genom frimurarnas försorg med det monument som ännu står kvar och bär den enkla inskriptionen "Pehr Dubb. Wänner reste Wården". Hans eget valspråk var "Prodesse" (att gagna).
Till hans minne är Per Dubbsgatan dragen vid det nuvarande Sahlgrenska universitetssjukhuset.

## Utmärkelser
Kommendör med stora korset av Vasaorden, riddare av Carl XIII:s orden.

## Familj
Fadern var handelsman och stadskassör i Mariestad samt även riksdagsman vid Riksdagen 1746–1747 Gustav Dubb (1707-1775). Gift 1:o 25 november 1735 med Kristina, född Nyberg 1719 i Mariestad († 1742). Barn: Katarina (1735-1736), Elisabet (1738-1829), Jonas (1740-1813) och Erik (1741-1742). Via syster Elisabeth var han svåger med rådmannen i Mariestad Johan Sorbon.
Gift 2:o i Skövde, maj 1743 med Jeanna, född Billinggren 1709 i Skövde († 1791). Barn: Kristina (1744-1746), Pehr (1750-1834), Eva (1751-1752) samt tvillingarna Kristina († 1756) och Katarina († 1832), födda 14 februari 1754.